# Поворачиваемость
Повора́чиваемость — показатель, который говорит о поведении автомобиля в повороте. Поворачиваемость бывает недостаточной, избыточной и нейтральной.
Поворачиваемость зависит от условий езды: например, автомобиль может испытывать недостаточную поворачиваемость в одних поворотах и избыточную в других, или недостаточную при разгоне и избыточную при торможении.

## Недостаточная поворачиваемость

Пример недостаточной поворачиваемости

Если боковой увод передних колес больше, чем боковой увод задних, и угол поворота относительно центра масс уменьшается, то это называется недостаточной поворачиваемостью (англ. understeering). В этом случае автомобиль распрямляет траекторию движения в повороте.
В случае сноса передних колёс:
- На автомобилях всех типов: применить торможение двигателем и повернуть руль в сторону противоположную повороту, пока сцепление не восстановится. После этого снизить скорость и вписаться в поворот.
- Только для переднеприводного автомобиля: лёгкий снос можно скорректировать нажатием на сцепление.

Переднеприводной автомобиль склонен к недостаточной поворачиваемости, на нём недостаточная поворачиваемость корректируется сложнее, чем на заднеприводном.
Стараются, чтобы на серийных автомобилях была недостаточная поворачиваемость. Во-первых, последствия срыва в снос передних колёс менее плачевны; во-вторых, неумелому водителю избыточную поворачиваемость исправить сложнее, чем недостаточную. И сброс газа — естественная реакция человека при избыточной скорости вхождения в поворот.

## Избыточная поворачиваемость

Пример избыточной поворачиваемости

Если боковой увод колес задней оси больше, чем увод колес передней оси, и угол поворота машины относительно центра масс увеличивается, то это называется избыточной поворачиваемостью (англ. oversteering). В этом случае у автомобиля сносит заднюю ось, вплоть до разворота.
В случае возникновения заноса задних колёс:
- На заднеприводном автомобиле повернуть руль в сторону противоположную направлению поворота (в сторону заноса) и либо отпустить газ (но не доводя автомобиль до торможения двигателем и не очень резко), либо нажать на газ, переведя автомобиль в режим управляемого заноса.
- На полноприводном автомобиле: повернуть руль в сторону противоположную направлению поворота, а реакция на работу с тягой индивидуальна в зависимости от схемы полного привода, развесовки машины и прочих факторов. Именно из-за неоднозначных реакций управление полноприводными машинами с традиционными межосевыми дифференциалами считается намного более сложным.
- На переднеприводном автомобиле повернуть руль в сторону противоположную направлению поворота, и увеличить тягу. Педаль тормоза не трогать в случае отсутствия системы  АБС.

Совет о нежелательности торможения при заносе на данный момент устарел, современные системы АБС и стабилизации эффективно гасят занос, помогая управляющим действиям водителя, а в случае ошибки руления, тяжесть последствий снижается из-за снижения скорости движения машины.
Если избыточную поворачиваемость не удаётся скорректировать, следует приготовиться к тому, что автомобиль перейдет в неконтролируемое вращение.
Заднеприводной автомобиль склонен к избыточной поворачиваемости при максимальной тяге на ведущих колесах, на нём избыточная поворачиваемость корректируется сложнее, чем на переднеприводном, ввиду возможности срыва колес в скольжении как при переизбытке тяги, так и при излишнем торможении двигателем.  Современные заднеприводные автомобили при включенных системах контроля устойчивости вполне безопасны, но на скользкой дороге избыточная поворачиваемость всё равно чувствуется.
Стоит заметить, что автомобили для ралли могут иметь любую поворачиваемость (не обязательно избыточную). Для прохождения поворотов в управляемом заносе избыточную поворачиваемость создают искусственно такими приёмами, как контрсмещение, использование ручного тормоза, избыток газа (не для переднеприводгого автомобиля), динамическое перераспределение веса на переднюю ось (загрузка передней оси торможением или сбросом газа), и т. д. Автомобили, подготовленные для ралли по скользким дорогам (лед, грязь, гравий) могут иметь недостаточную поворачиваемость из-за особенностей трансмиссии: жесткие межосевые и межколесные дифференциалы могут препятствовать тому, что внутренние колеса в повороте крутятся медленнее. Это мешает автомобилю двигаться по дуге с колесами, повернутыми на угол, соответствующий крутизне поворота. Поэтому пилоты таких автомобилей создают поворачиваемость искусственно вышеуказанными приемами, а у зрителей создается впечатление, что автомобиль проходит повороты «боком» или «веером».

## Нейтральная поворачиваемость
Нейтральная поворачиваемость (англ. neutral handling) — поведение машины, когда степень увода колес передней и задней осей равны и траектория движения центра масс машины соответствует заданному радиусу. На малых скоростях движения, до появления значимого увода резины, поворачиваемость обычных машин примерно нейтральна и принимается за идеальную.

## Влияние настроек автомобиля на поворачиваемость
Следующие действия приведут к недостаточной поворачиваемости (и, соответственно, могут служить для корректирования избыточной):
В общем случае:
- повышение жёсткости передней подвески и/или передних шин;
- уменьшение жёсткости задней подвески и/или задних шин;

- уменьшение диаметра передних колёс;
- увеличение диаметра задних колёс;
- уменьшение отрицательного развала передних колёс;
- увеличение отрицательного развала задних колёс;
- увеличение схождения передних колёс;
- уменьшение схождения задних колёс;
- перемещение центра тяжести автомобиля вперед;
- увеличение площади и/или угла атаки заднего антикрыла;
- уменьшение площади и/или угла атаки переднего антикрыла.

В случае, если центр тяжести по высоте находится ниже уровня колесных осей (например, болиды Формулы 1 и схожие по конструкции):
- сужение передней колеи;
- расширение задней колеи;
- снижение заднего клиренса;
- увеличение переднего клиренса.

В случае, если центр тяжести по высоте находится выше уровня колесных осей (например, классические кузовные автомобили):
- расширение передней колеи;
- сужение задней колеи;
- увеличение заднего клиренса;
- уменьшение переднего клиренса.

Обратные действия приводят к избыточной поворачиваемости в указанных случаях.
Эффекты регулировки ширины колеи (для автомобилей с центром тяжести выше уровня колесных осей):
| Передняя ширина колеи | Более широкая | - Снижает переднее сцепление. - Увеличивает недостаточную поворачиваемость . - Более медленный отклик рулевого управления. - Используется для устранения переворачивания. |
| Передняя ширина колеи | Более узкая   | - Увеличивает переднее сцепление. - Уменьшает недостаточную поворачиваемость. - Более быстрый отклик рулевого управления.                                                 |
| Задняя ширина колеи   | Более широкая | - Увеличивает заднее сцепление при входе в поворот. - Увеличивает поворачиваемость при ускорении на высоких скоростях. - Используется для устранения переворачивания.     |
| Задняя ширина колеи   | Более узкая   | - Увеличивает сцепление на выходе из поворота. - Увеличивает недостаточную поворачиваемость на высокой скорости. - Увеличивает переднее сцепление в шпильках.             |

## Влияние скорости прохождения поворота на поворачиваемость
Нельзя сказать, что автомобиль имеет избыточную или недостаточную поворачиваемость во всех случаях. На поворачиваемость также влияет крутизна и скорость прохождения поворота. Чем меньше крутизна поворота и следовательно больше скорость прохождения такого поворота, тем более избыточную поворачиваемость испытывает автомобиль. И наоборот, на крутых, медленных поворотах автомобиль испытывает недостаточную поворачиваемость. Например, в крутых поворотах типа «шпилька» для борьбы с недостаточной поворачиваемостью раллисты используют занос, вызываемый кратковременной блокировкой задних колес с помощью ручного тормоза, а на плавных скоростных поворотах для борьбы с избыточной поворачиваемостью применяют антикрыло (см. фильм Pikes Peak).
В кольцевых гонках настройки автомобиля (см. предыдущий раздел) для определенного уровня поворачиваемости настраивают исходя из конфигурации каждой трассы, учитывая как медленные, так и быстрые повороты, и находя «золотую середину» в настройках.